# ارغیان (ولایت)
اَرْغِیان، یکی از ولایت‌های ربع نیشابور خراسان بزرگ؛ مرکز ناحیه ارغیان طبق متون تاریخی تا حمله مغولان قصبه راونیز بوده است.
ولایت ارغیان را در جغرافیای امروز، به شهرستان بام و صفی‌آباد استان خراسان شمالی ایران و حدی از نواحی پیرامون آن و جاجرم نیز مطابقت داده‌اند.

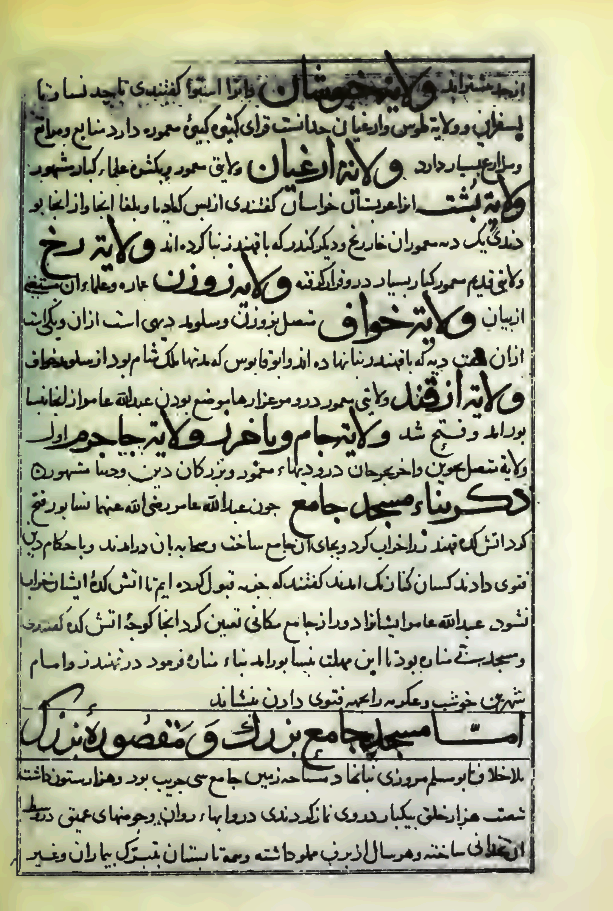
ولایت ارغیان، در میان ولایت‌های ربع نیشابور در صفحه‌ای از نسخه خطی ترجمه فارسی کتاب تاریخ نیشابور الحاکم.

### جغرافیا و حدود
ارغیان؛ یکی از ولایت‌های ربع نیشابور خراسان، «فتوح‌البلدان» یکی از کهن‌ترین منابعی است که در آن، از ارغیان یاد شده که در آن؛ سخن از فتح ارغیان و دیگر ولایت‌های نیشابور به دست عبدالله بن عامر است. ابن رسته (قرن ۳ هجری) در کتاب الاعلاق‌النفسیه، از ارغیان در میان رستاق‌های دوازده‌گانه نیشابور (ظاهراً به ترتیب موقعیت جغرافیایی از جهت شمال) یاد کرده است که آن‌ها عبارتند از: استوا (خبوشان)، ارغیان، اسفراین، جوین، بیهق، بشت، رخ، باخرز، زام (جام)، زاوه، زوزن، اشبند (اسفند)، خواب (خواف). سمعانی، ارغیان را ناحیه‌ای از نواحی نیشابور دانسته و قریه‌هایی همچون سبنج، بان و راونیر را از آبادی‌های این ولایت نام برده است. یاقوت حموی نیز ارغیان را از کوره‌ای از نواحی نیشابور ثبت کرده و شمار آبادی‌های آن را ۷۱ قریه و قصبه (شهر مرکز) این ولایت را راونیر ذکر کرده است. ابوعبدالله حاکم، در کتاب تاریخ نیشابور، ارغیان را ولایتی آبادان و مشهور به عالمان بزرگ توصیف نموده است. در احسن‌التقاسیم نیز به گستره کوچک این ولایت و همچنین پیوسته بودن آن به جوین، اشاره شده است. بر پایه نوشته تاریخ الحاکم که گستره ولایت خبوشان (قوچان)، منطقه‌ای میان نسا و اسفراین و طوس و ارغیان ذکر شده، همجواری ولایت ارغیان با ولایت خبوشان در محدود شمال شرقی این ولایت (در حدود منطقه سرولایت نیشابور معاصر) مشخص است. نام ارغیان در منابع دوران مغول و در رویدادهای تاریخی پس از آن دیده می‌شود؛ نام ارغیان در منابع مربوط به این دروه، همراه با نام نقاط دیگر این منطقه همچون «بام و ارغیان» (دوره ایلخانیان)، «جهان و ارغیان» (دوره تیموریان)، «جهان ارغیان» (از اواخر سده دهم هجری به بعد) به چشم می‌خورد که نشان‌دهنده برتری یا اهمیت یافتن آن نقاط، به علل گوناگون در آن دوره تاریخی است. در تقسیمات جدید، نامی از ارغیان دیده نمی‌شود. ولایت ارغیان را در جغرافیای امروز بر بخش بام و صفی‌آباد و حدی از نواحی پیرامونی آن در شهرستان اسفراین، مطابقت داده‌اند.

## تاریخچه
```
امپراتوری ساسانیان
: در عهد ساسانیان یکی از شهرهای مهم و تابع نیشابور بود. 
موسس خورناتسی
 جغرافیدان ارمنی معاصر ساسانیان در معرفی قلمرو جغرافیای ساسانیان می‌نویسد سرزمین ایران در دوره ساسانی به چهار کوست (ناحیه) تقسیم می‌شد خراسان یکی از این کوست‌ها بود که بیست شش ایالات داشت. یکی از این ایالات‌ها، اپرشهر یا همان نیوشاهپور بود (مارکوارت، ۱۳۷۳: ۳۷–۳۹). نیشابور نیز به نوبه خود دارای ۱۳ رستاق (شهرک) و ۴ تسوگ (طسوج یا بخش) بوده است و ارغیان در زمره یکی از سیزده رستاق نیشابور می‌باشد
[
۸
]
```

```
دولت راشدین
: در اواخر دوره ساسانی با ورود اسلام به ایران این شهر ارغیان نام داشته که از توابع نیشابور ذکر شده و به گفته بلاذری در کتاب فتوح البلدان در سال ۳۱ هجری در زمان حکومت عثمان بن عفان به دست عبداله بن عامر فتح می‌شود که جزئیات این فتح شرح داده نشده است.
[
۹
]
```

- خلافت عباسیان: قدیمی‌ترین سند موجود که تا کنون باقی مانده و از «ارغیان» نام می‌برد کتاب فتوح البلدان بلاذری است. فتوح البلدان از مهم‌ترین منابع تاریخ فتوحات عرب به‌شمار می‌رود. احمد بن یحیی بلاذری (۲۷۹ هـ) از مورخان قرن سوم هجری است، که فتح ارغیان را در سال ۳۱ هجری در زمان حکومت عثمان بن عفان به دست عبدالله بن عامر می‌داند و او همچنین ارغیان را تابع نیشابور ذکر کرده است (بلاذری، ۱۳۶۴، ص ۱۵۹). از گزارش بلاذری می‌توان چنین استنباط کرد که ارغیان قبل از اسلام یکی از ولایت‌های مهم نیشابور بوده و حتی در اوایل اسلام هم هنوز اعتبار و اهمیت خود را حفظ کرده تا آنجا که مسلمانان در همان سال‌های اولیه به دنبال فتح و حضور در این منطقه بودند.

```
خلافت امویان
: (قرون سوم و چهارم ه‍.ق) در قرن سوم هجری احد بن عمر بن رسته (۲۹۰ هـ) از جغرافیدانان بنام ایرانی در اثر ارزشمند خود که دایرةالمعارفی است، موسوم به «اعلاق النفیسه»، ارغیان را یکی از ۱۳ روستای تابع نیشابور دانسته و چنین می‌آورد: «نیشابور دارای شهرهای است که از آن جمله می‌توان: زام، باخزر، جوین و بیهق را نام برد. نیشابور دارای ۱۳ روستا و چهار ربع می‌باشد. روستاهای آن عبارتند از: استوا، ارغیان، اسفراین، جوین، بیهق، پشت، رخ، باخزر، زام، زوزن، اشبند، خواف و اباع آن تکاب، پشت فروش، مازل.»
[
۱۰
]
```

تقریباً کمی بعد از ابن رسته در قرون سوم و چهارم هجری حاکم نیشابوری از ۱۳ روستای که ابن رسته به نیشابور نسبت داده، وی از آن‌ها به عنوان ولایت‌های نیشابور یاد کرده که تعداد آن‌ها را ۱۲ قلمداد کرده که عبارتند از: بیهق، جوین، اسفراین، خبوشان (استوا)، ارغیان، پشت، رخ، زوزن، خواف، ازقند، جام و باخزر، جاجرم و می‌نویسد منظور از ولایت آن است که طول و عرض آن باید از بیست و پنج یا سی فرسخ کمتر نباشد و در آن قری و قنوات و باغات و عمارات باشد (نیشابوری، ۱۳۳۹، ص ۲۱۵). و از ارغیان به صورت یک ولایت که به کثرت علما و کبار مشهور می‌باشد یاد کرده است (همان، ص ۲۱۵). و بعضی از علمای بزرگ را از جمله ابواحمد ارغیانی، عمران بن موسی، محمد بن المسیب، هارون بن عمران و عامر بن شعیب را به این ولایت نسبت داده است و همچنین زمانی که محدوده خبوشان را توصیف می‌کند نسا، اسفراین، طوس و ارغیان را از از حدّهای آن ذکر کرده است
- امپراتوری سلجوقیان: (قرون پنجم و ششم ه‍.ق) قرن پنجم هجری که همزمان با روی کار آمدن سلجوقیان در ایران است، عبدالغافر فارسی که یکی از مورخین مشهور این دوره محسوب می‌شود، در کتاب «السیاق» از اسفنج، بان و راونیر نام می‌برد که از قرای ارغیان‌اند.[۱۴] سمعانی (۶۱۶–۵۶۲ هـ) دانشمندی جهانگرد که در طی مسافرتهای خود با علما و محدثان بسیار ملاقات کرده است، در اثر ارزشمند خود ضمن معرفی مناطق مختلف، شرح حال بیش از چهار هزار نفر از بزرگان علم و ادب و دین را آورده است. سمعانی از آنجا که خود متولد مرو بوده، بدون شک از منطقه ارغیان دیدن کرده و در توصیف آن می‌نویسد: «ارغیان ناحیه ای از نواحی نیشابور می‌باشد که مشتمل بر چندین قریه مانند سبنج، بان، راونیر و غیره است که روستاهای آن به دلیل جماعتی از اهل علم که به آنجا نسبت می‌دهند شناخته شده است و الحاکم ابوالفتح سهل بن علی بن احمد {بن علی بن احمد} بن الحسن الارغیانی از قریة بان است»[۱۵] از دانشمندان دیگر که اندکی بعد از سمعانی در مورد ارغیان گزارش ارائه کرده و احتمالاً خود از منطقه دیدن نکرده شمس الدین دمشقی می‌باشد او در کتاب «نخبه الدهر فی عجائب البر و البحر» آورده است: «از شهرهای نیشابور، شهرستان را می‌توان نام برد که از بناهای عبدالله پسر طاهر است … دیگر سرزمین‌های با خزر بالین و غیان است که سرزمین غیان را چنان‌که سمعانی گفته است ارغیان نیز می‌خوانند، همه این سرزمینها بسیار پرفایده و حاصلخیزند» (دمشقی، ۱۳۵۶، ص ۳۵۰) یاقوت حموی که مقارن با حملات مغول می‌زیست و کتاب معجم البلدان را چند سال قبل از حمله مغولان تدوین کرده است، دربارهٔ ارغیان می‌نویسد: «(أرغیان): کوره ای از نواحی نیشابور و مشتمل بر هفتاد یک قریه که قصبه آن راونیر است.»[۱۶] مطالبی را که یاقوت دربارهٔ ارغیان ذکر کرده لطفی الدین عبدالمومن بن عبدالحق البغدادی در کتاب مرصدالاطلاع بدون هیچگونه تغییر آورده است[۱۷] حال باتوجه به گزارش‌هایی که به صورت پراکنده از لابلای منابع مختلف جمع‌آوری گشت، می‌توان چنین استنباط کرد که ارغیان تا حمله مغول یکی از ولایت‌های معروف که تابع نیشابور بوده و از لحاظ موقعیت در جنوب قوچان قرارداشته و حدود ۷۱ قریه را شامل می‌شده است. از این تعداد روستای ذکرشده مهم‌ترین روستاهای آن که به دلیل داشتن مشاهیر و رجال شهرت عام داشته‌اند؛ بان، اسفنج و راونیر می‌باشد و قصبه ارغیان طبق گفته مورخین راونیر (راونیج یا راونیز) نام داشته است و این ولایت کاملاً از جاجرم و اسفراین جدا بوده است.

```
ایلخانان مغول
: (قرون هفتم و هشتم ه‍.ق) از آنجا که ولایت ارغیان همزمان با حملات ویرانگر مغول یکی از توابع نیشابور محسوب می‌شده، می‌توان چنین پنداشت که ارغیان هم از آماج تاخت و تازهای مغولان بی نصیب نبوده، چرا که نیشابور از جمله شهرهایی بوده که تخریبات بسیاری را متحمل شده است. هرچند گزارش مستقلی از حضور مغولان در ارغیان نیست، اما ارغیان در این دوره به مانند دیگر ولایات خراسان بزرگ از اعتبار می‌افتد و تا زمانی که ثبات نسبی در منطقه برقرار می‌شود، گزارش‌های مورخان بیشتر حول حملات مغول و مسایل مربوط به آن است و این طبیعی است که دیگر جایی برای مناطق ویران شده‌ای چون ارغیان نمی‌ماند. تقریباً در اواخر حکومت ایلخانی است که فخر بناکتی (۷۳۰ هـ) از مورخان بنام دوره غازان، 
اولجایتو
 و ابوسعید در اثر ارزشمند خود «تاریخ بناکتی» گزارشی از ارغیان دارد، که گویا این بخش از گزارش‌های وی اقتباس شده از «جامع التواریخ» خواجه رشیدالدین فضل‌الله است. در سال ۶۳۰ هجری حکمرانی خراسان به جنتیمور از سوی اوکتای قان داده می‌شود و ملک اسفراین، 
جوین
، 
بیهق
، 
جاجرم
، 
خورند
 و ارغیان هریک به پایزده یرلیغ به ملک بهاالدین واگذار می‌شود
[
۱۸
]
 در زمان غازان خان در سال ۶۸۳ هجری چند نوبت جنگ سختی بین 
غازان
 و نوروز در نواحی نیشابور، جوین، اسفراین، ارغیان و جاجرم صورت گرفت که در این جنگ‌ها پی‌درپی دهات و مزارع از بین رفته است که گزارش آن در کتاب تاریخ مبارک غازانی چنین آمده است: «غازان به اتفاق امیران که در رکاب وی بودند در اواخر سنه تسعین و ستمائه و آخر روز به نزدیک طوس بر لشکریان یاغی افتاد و جنگ کردند و دیگرروز کوچ کردند و در سلطان میدان فرود آمدند و از آنجا نورین آقا و قتلغ شاه و سوتای دربندگی بودند و به راه ارغیان حرکت فرمود و از آنجا گذشته به دیه کسرغ از آبادیهای اسفراین فرود آمد. پس از آن که خبر رسید در هزاره افرادی یاغی شدند و ریات همایون به 
جوربد
 رفته و یاغیان فرار از آنجا به جاجرم فرود آمد.»
[
۱۹
]
 باتوجه به مطالب فوق به‌طور قطع می‌توان گفت که ارغیان، منطقه ای مستقل و دارای اعتبار و اهمیت بوده است. اگرچه گاه از ولایت‌های کلانشهر نیشابور از آن یاد می‌شده است، اما برخلاف عقیدهٔ غالب که امروزه آن را جزو جاجرم نسبت می‌دهند، چنین نبوده و تا قبل از هجوم مغول می‌توان آن را یکی از مناطق تاریخی 
خراسان
 بزرگ قلمداد کرد، حتی اگر به لحاظ جغرافیایی حدود آن را در نظر بیاوریم، باز هم با آنچه جاجرم امروزه خوانده می‌شود، فاصله بسیاری دارد؛ یعنی ارغیان، منطقه ای مابین نیشابور و اسفراین قرار داشته تقریباً جایی که امروزه به آن بام و صفی‌آباد اطلاق می‌شود. (در ادامه چرخش ارغیان به بام و صفی‌آباد در متون تاریخی ارائه می‌گردد). آنچه در اینجا اهمیت دارد آثار سیاحان و جهانگردان خارجی است.
```

```
دولت تیموریان
: (قرون هشتم تا دهم ه‍.ق) در حدود سال (۷۸۲ هـ) زمانی که تیمور به اسفراین حمله می‌کند پس از تخریب شهر در هنگام بازگشت به سمرقند برای نیرو گرفتن چهارپایان در مرغزارهای ولایت جهان و ارغیان چند روزی توقف می‌کند و در همین زمان حاکمان این ولایت را از بین می‌برد.
[
۲۰
]
```

به نقل از یاقوت چنین نوشته است: «... یاقوت از شهرهای سگانه سملقان یا سمنگان که به قول او در خاور جاجرم است اسم می‌برد و آنها عبارتند از راونیر و بان که هر دو در روستای ارغیان واقع اند و اما موضع آنها را ذکر نمی‌کند. وی همچنین از سبنج یا اسبنج که هنوز در جنوب باختری جاجرم سر راه بسطام باقی است نیز اسم برده است» اسپونر ((spooner هم مقاله ای در مجله ایران تحت عنوان: (ARGHIYAN The area of Jajarm in western Khurasan) نوشته که به گفته خودش به دلیل اینکه ارغیان در منابع نویسندگان قبل از مغول یاد شده ولی بعد از زمان رشیدالدین وزیر غازان خان نامی از ارغیان دیده نمی‌شود و همچنین نویسنده نام دیگری پیدا نکرده که به منطقه جاجرم اطلاق شود از این نام برای مقاله استفاده کرده است.
در سال ۸۲۳ هـ بایسنقر بهادرخان در روز چهارشنبه، بیست و سوم رمضان از نیشابور حرکت کرده به پنج گرد نزول آمده و پنجشنبه به اندلان و جمعه به حدود جهان ارغیان و شنبه به قریه رونیز و یکشنبه به قاسمی و دوشنبه به کروژده و سه‌شنبه به بحر آباد و زیارت شیخ الاسلام سعدالمله و الدین محمدالحموی دریافته و روز چهارشنبه، سلخ رمضان به قریه خداشاه جوین نزول آمد. در سال ۸۳۳ حافظ ابرو که خود احتمالاً از منطقه جهان و ارغیان گذر کرده برای این ولایت ۱۲ قریه ذکر کرده که عبارتند از: قریه روئین و توابع، قریه اردین و توابع، قریه دستجرد و توابع، قریه کاریزدر، قریه بکر آباد، قریه نهامود، قریه جهان و توابع، قریه بان و توابع، قریه اسفنج و توابع، قریه خرق و توابع، قریه کرد، قریه سی و توابع؛ بیرون از این قری مزارع بسیار دارد. از این تعداد قریه ای که او نام برده هنوز ده عدد به همان نام تا به امروز باقی مانده که دو عدد از آن‌ها مانند روئین و خرق جزء شهرهای مجاور از جمله اسفراین و فاروج قرار گرفته است. از نوشته‌های خوافی چنین استنباط می‌شود ولایت جهان و ارغیان همان ارغیان قبل از دوره تیموری است جون او از روستای بان و اسفنج نام برده که در منابع قرون سوم تا هفتم هجری جزو ولایت ارغیان شمرده می‌شده است.
در اواخر دوره تیموری (۸۹۹ هـ) معین الدین محمد الزمجی الاسفرازی، جهان و ارغیان را از ولایات تابع هرات ذکر کرده و به گفته خودش به دلیل طولانی شدن کتابش از شرح جزئیات آن دوری جسته است. (الزمجی الاسفزاری، ۱۳۸۰، ص ۲۷۷) از آنجا که اسفزاری خود در حلقهٔ علما و دانشمندان هرات بوده و به نامه‌های دولتی دسترسی داشته است، اطلاعات مفیدی دربارهٔ هرات و سایر بلاد خراسان قدیم ارئه می‌دهد، اما از اینکه وی ارغیان را تابع هرات ذکر کرده نکته ای مهم و قابل توجه استنباط می‌شود:
بعد از حملات ویرانگر مغول مراکز علمی و فرهنگی خراسان تبدیل به ویرانه شدند، از جمله آن‌ها نیشابور بوده است، یعنی ابرشهری که ریشه در دوران باستان داشت. با روی کار آمدن تیموریان و توجه به هرات، رفته رفته هرات تبدیل به مرکزی فرهنگی می‌شود. در این میان می‌توان چنین گفت، نقشی که نیشابور در دوره‌های گذشته ایفا می‌کرد، اکنون به هرات انتقال داده شده است، در این صورت است که ارغیان از مناطق مهم خراسان بزرگ، که قبلاً از ولایات نیشابور محسوب می‌شده، در دورهٔ تیموری جزو ولایات هرات به حساب آید. گزارش اسفزاری موید این مطلب است.
نکتهٔ بعدی این است که تا اواخر دوره ایلخانی نام ارغیان به کرار یاد شده ولی از زمان تیموریان ارغیان به جهان و ارغیان مبدل گردیده است و مشخص نیست که به چه دلیل در نامگذاری این ناحیه یک تغییر اندکی صورت گرفته و از جهان و ارغیان یاد شده است؛ و شاید یکی از احتمالات در این تغییر نام به دلیل توقف تیمور در مرغزارهای روستای جهان که یکی از بزرگ‌ترین مرغزارهای شرق اسفراین است و ارجحیت دادن این روستا از لحاظ سرسبزی نسبت به دیگر روستاها ی ارغیان باشد.
```
دولت صفویان
 (قرون یازدهم و دوازدهم ه‍.ق) در دوره صفویه در نام ولایت جهان و ارغیان یک تغییر اندکی صورت می‌گیرد و آن حذف «و» می‌باشد و به صورت ولایت جهان ارغیان یاد می‌شود ولی از لحاظ سیاسی این ولایت نیز مانند شهر اسفراین محل تاخت تاز ازبک‌ها قرار می‌گیرد و صدمات جبران‌ناپذیری می‌بیند. در این دوره برای اولین بار از نام «بام» صحبت به میان می‌آید که «بام» به نظر می‌رسد پس از نابودی قریه بان که تا اواخر دوره تیموری از قرای معروف ارغیان به‌شمار می‌رفت و امروزه ویرانه‌های آن به کهنه بام یا بان معروف است، اطلاق می‌شده است.
```

در سال ۹۴۸ هـ، آقا کمال وزیر کل خراسان می‌شود و او بعد از ممیزی تربت خراسان، ممیّزی جهان ارغیان و کلیدر و سرکار معدن را به بوداق قزوینی واگذارمی‌کند. در سال ۹۷۷ هـ، زمانی که شاه تهماسب در النگ بسطام خیمه زده بود به فرهادخان و امرای منطقه دستور داد که برای راندن ازبک‌ها برای مشهد معلی حرکت کنند و زمانی که فرهادخان به ولایت جهان ارغیان رسیدند پیکی خوش خبر از مشهد رسید و مژده داد که عبدالمومن خان کشته شده است آن‌ها از این منطقه برگشتند (میرنیا، ۱۳۶۹، ص ۳۷–۳۸؛ طاهری، ۱۳۸۵، ص ۱۶). این مطلب بیانگر آن است که در این دوره هنوز جهان ارغیان موردنظر پادشاهان بوده و به عنوان منطقه ای جغرافیایی از آن نام برده می‌شده است. در لشکرکشی شاه عباس صفوی به سال ۱۰۰۱ هـ، به خراسان ولایت جهان ارغیان نیز تصرف شد و به نوشته عالم آرای عباسی شاهقلی سلطان قمری حاکم جهان ارغیان گردید. اما پس از بازگشت شاه عباس، عبدالله خان ازبک و پسرش عبدالمومن به شهرهای خراسان از جمله ولایت جهان ارغیان حمله کرده آنجا را تخریب و قتل‌عام کردند. شاه عباس در سال ۱۰۱۲ هـ پس از بازگشت از مشهد عازم جهان ارغیان و بام شد. در سال ۱۰۱۳ هـ روشن سلطان مکری حاکم جهان ارغیان با جمعی از قورچیان و غلامان که برای شاه عباس دولت پناهی کرده بودند به درگاه او جمع شده بودند.
کلنل ادوارد ییت در سال ۱۸۹۷ که خود به منطقه اسفراین سفر کرده و عیناً منطقه را مشاهده کرده در سفرنامه خود خراسان و سیستان راجع به ارغیان می‌نویسد:
تمام ناحیه بام و صفی‌آباد در اشغال ترک‌های بغایری بود که شمار آن‌ها به ۱۳۰۰ خانوار می‌رسید. اینان دو تیره بودند، تیره ای که جزء بام محسوب می‌شدند ۸۰۰ خانوار و تیره ای که بخش صفی‌آباد بودند که شمار آن‌ها ۵۰۰ خانوار بود… طبق نظر صنیع الدوله بغایری‌ها تیره ای از ترکان گرایلی هستند که توسط هلاکوخان از قراقوم به خراسان آورده شدند. تمام آنچه را که ما توانستیم در مورد کلمه ارغیان دریابیم این بود که، این نام به شهری در پای کوه‌های واقع در سه چهار مایلی بام اطلاق می‌شده است.
گای لسترنج در کتاب سرزمین‌های خلافت شرقی در مورد راونیر و بان که از قریه‌های ارغیان می‌باشد، اما پس از دوره صفویه یعنی در دوره افشاریه، اطلاعات چندانی از ولایت جهان ارغیان در دست نیست و به نظر می‌رسد ولایت جهان ارغیان که مرکز آن راونیز ذکر شده، در منابع کم رنگ تر می‌شود و به جای آن از بام و صفی‌آباد صحبت به میان می‌آید. اما از زمان قاجاریه نقش بام و صفی‌آباد در صحنه تاریخ پررنگ تر می‌شود و هرکدام دارای حاکم جداگانه می‌باشند و از این زمان است که نام جهان ارغیان کهنه و فرسوده شده و بر غبار فراموشی سپرده می‌شود و تنها نام آن در سینه مردم به صورت مبهم که گاهی به روستای جهان و کوه‌های آن کوه‌های جهان ارغیان و گاه بر ویرانه‌های نوروزتپه اطلاق می‌شود.
قاجار:
(قرون سیزدهم و چهاردهم ه‍.ق) در این زمان خاندان بغایری، حاکمیت منطقه را در دست دارند و بر بام و صفی‌آباد حکومت می‌کنند. می‌توان این دوره را دوره بغایری‌ها اطلاق کرد اما بیشتر یک حکومت محلی بوده است. از گزارش‌های ارئه شده می‌توان چنین دریافت که هرچند بام و صفی‌آباد دو منطقهٔ تفکیک شده محسوب می‌شده است، اما چه به لحاظ جغرافیایی و چه به لحاظ تاریخی، اختلاف چندانی نداشته و چنین نبوده که بین آن‌ها فضای رقابتی حاکم باشد. حوزهٔ بام و صفی‌آباد در کل یک حوزهٔ خاص را شامل می‌شده است و در دوره قاجاری تفکیک آن‌ها ملموس نیست. به‌طور کلی این منطقه در این دوره به جهت مسیر ارتباطی سبزوار به قوچان و مشهد، اهمیت خاصی داشته و مورد توجه بوده اما با این وجود اعتبار دوره‌های اولیه را نداشته است. در زمان حکومت آقا محمدخان قاجار در سال ۱۲۱۱ هـ، حاکم صفی‌آباد لطفعلی خان بغایری بوده است و در بام در این زمان صفرعلی خان بغایری حکومت می‌کرد که پس از او در دوران حکومت فتحعلی شاه قاجار در سال ۱۲۳۳ هـ شاهزاده سلطان میزا که به لقب «حسام السلطنه» اختصاص یافته بود، مأمور خراسان شد و مصمم تسخیر بوزنجرد و تخریب اسفراین بود او در پنجم ذیحجه، راه خراسان را در پیش گرفته و به سبزوار رسیدند و در این ایام برف شدیدی می‌بارید و سپاه حسام برای حمله به خبوشان از راه سرولایت نیشابور عبور کرد در بین این راه شاهان دژ قلعه ای بود که صاحب آن محمدخان بغایری بود که او بعد از مدتی ایستادگی به منطقه بام که دارای قلعه ای که به حصارهای محکم و استوار معروفیت داشت و محل سران بغایری و حکومت سعادت قلی خان بود پناه برد و اطراف قلعه توسط سپاه حسام السلطنه محاصره شد و توپ‌های ثعبان نشان در اطراف قلعه نصب شد و جنگ سختی بین دو سپاه درگرفت و پس از ده روز جنگ قلعه به محاصره درآمد در این حین سفیر روس هم توسط یک گلوله از طرف بغایری‌ها از پا درآمد و سعادتقلی خان و برادرش با کلام‌الله مجید به شفاعت شاهزاده رفتند و او آن‌ها را عفو کرد. در سال ۱۲۴۸ هـ عباس میرزا نایب السلطنه، پسر فتعلی شاه با نیروهای خود و گرفتن قشون کمکی از روس‌ها و همراهی افسران انگلیسی و توپخانه مجهز به قوچان رفت و پس از دوماه، آنجا راتسخیر کرد. وی، رضاقلی خان و محمدخان قرایی را دستگیر کرد و به آذربایجان تبعید نمود و شورش در خراسان را موقتاً فرو خواباند. حکومت ولایت خبوشان که سرولایت نیشابور و بام و صفی‌آباد، جهان ارغیان بود، سراسر به نورمحمد خان برادر جناب آصف الدوله الهیارخان قاجار داده شد

### روستاهای ولایت ارغیان
عبدالغافر فارسی که یکی از مورخین مشهور این دوره محسوب می‌شود، در کتاب «السیاق» از اسفنج، بان و راونیر نام می‌برد که از قرای ارغیان‌اند. (فارسی، ۱۳۸۴). سمعانی (۶۱۶–۵۶۲ هـ) نیز در توصیف ارغیان می‌نویسد: «ارغیان ناحیه ای از نواحی نیشابور می‌باشد که مشتمل بر چندین قریه مانند سبنج، بان، راونیر و غیره است…(سمعانی، ۱۳۸۲، ج ۱:۱۶۷–۱۶۸). با استناد به گفته‌های عبد الغافر فارسی و سمعانی می‌توان اینگونه برداشت کرد که قریه‌های اسفنج (سبنج)، بان و راونیر از مهم‌ترین قریه‌های ولایت ارغیان در دوران سلجوقی بوده‌اند. حال قابل توجه است که در بررسی‌های باستان‌شناختی که در منطقه انجام شد مشخص گردید که امروزه نیز این قریه‌ها به همان نام‌های پیشین البته با کمی تغییر (مثلاً بان به بام تغییر شکل داده است) در منطقه وجود دارند و نکته جالب اینجاست که محوطه‌هایی مربوط به دوران سلجوقی در اطراف این روستاها وجود دارد که قابل مقایسه و تطبیق با همان قریه‌های اشاره شده در متون می‌باشند.
یاقوت حموی دربارهٔ روستاهای ارغیان می‌نویسد: «.... مشتمل بر هفتاد یک قریه … است.» (حموی ،۱۳۸۰، ج۱: ۱۵۳). حافظ ابرو نیز که در سال ۸۳۳ ه‍.ق خود احتمالاً از منطقه جهان و ارغیان گذر کرده برای این ولایت ۱۲ قریه ذکر کرده که عبارتند از: قریه روئین و توابع، قریه اردین و توابع، قریه دستجرد و توابع، قریه کاریزدر، قریه بکر آباد، قریه نهامود، قریه جهان و توابع، قریه بان و توابع، قریه اسفنج و توابع، قریه خرق و توابع، قریه کرد، قریه سی و توابع، بیرون از این قرای مزارع بسیار دارد (حافظ ابرو، ۱۳۷۰: ۷۱) جالب توجه است که از ۱۲ قریه ای که حافظ ابرو و خوافی در گزارش‌هایشان بدان-ها اشاره کرده‌اند، امروزه تقریباً ۱۰ قریه با همان نام باستانی‌شان در منطقه باقی مانده است.

### مشاهیر، و رجال سیاسی ولایت ارغیان
جمعی کثیر از عالمان نامدار به ولایت ارغیان منسوبند که از این جمله می‌توان الحاکم ابوالفتح سهل بن احمد ارغیانی (از قریه بان؛ متوفی ۴۹۹ هجری)، ابوعبدالله محمد بن مسیب بن اسحاق ارغیانی نیشابوری (متوفی ۳۱۵ هجری)، ابونصر محمد بن عبدالله ارغیانی راونیری (متوفی ۵۲۹ هجری)، ابوعمرو محمد بن احمد بن جعفر بن احمد بن سیار مؤذن ارغیانی (متوفی ۳۶۹ هجری)، ابوعمرو مسیب بن محمد ارغیانی (متوفی ۴۶۱ هجری)، ابوعمرو مسیب بن ابی‌عبدالله ارغیانی، ابوالعباس عمر بن عبدالله بن رانیری، ابوشجاع محمد بن عبدالله راونیری (متوفی ۵۵۰ هجری) را نام برد. در کتاب تاریخ نیشابور الحاکم نیز از ۵ تن از عالمان و محدثان منسوب به ارغیان مقیم نیشابور یاد شده است.
- ابواحمد ارغیانی
- عمران بن موسی
- أبو عبدالله محمد بن المسیب بن إسحاق بن عبدالله بن إسماعیل بن إدریس النیسابوری الأنجی العرغیانی الإسفنجی
- هارون بن عمران
- عامر بن شعیب
- ابوالفتح بانی ارغیانی[۳۶] ابوالفتح، الحاکم سهل بن احمد بن علی بن احمد بن حسن بانی ارغیانی، مردی فاضل و از پیشوایان و برجستگان فقهای عصر خویش بود. بنا به گفته سمعانی و ابن اثیر، وی به سال ۴۲۶ ه‍.ق دربان (بام امروز) از آبادیهای ولایت «ارغیان» زاده شد. اما سبکی سال ولادتش را ۴۱۵ ه‍.ق نوشته است. ارغیانی ابتدا نزد شیوخ مرو فقه آموخت؛ و در نزد ابو طاهر سنجی / اسفنجی و ابوالقاسم سرخسی تلمّذ کرد. پس از آن به مرو رود رفت و نزد قاضی ابو علی حسین بن محمد مرو رودی شاگردی نمود و همان‌جا ماند تا از طریقت وی و از محضر قاضی ابو علی فارغ‌التحصیل شد. ابوالفتح ارغیانی، دانش اصول را در توس، نزد امام شاهپور اسفراینی آموخت نیز تفسیر تاج التراجم فی تفسیر القرآن للاعاجم را نزد اسفراینی، که از تألیفات اوست، فرا گرفت.

ارغیانی نزد امام الحرمین ابوالمعالی جوینی به تکمیل معارف در فقه و اصول پرداخت. نیز در مجلس او مناظره کرد و او کلامش ار پسندید و در اصول امام اسماعیل حکم توسی، شریک و همگام وی شد. سپس به حج رفت و شیوخی را که در عراق و حجاز و جبال (ری و اصفهان) درک کرده بود، ملاقات کرد. نیز بعضی از مسموعات خود را، که در خراسان شنیده بود، از آن‌ها سماع کرد. ارغیانی در بازگشت از حج علاقه به تصوف یافت، پس به اشاره ابوالحسن سمنانی مناظره و بحث و جدل را ترک کرد. خانقاهی نیز برای صوفیه از اموال خالص خود ساخت و خود، جز در هنگام تدریس انزوا گزید. بقیه اموالش را هم برای قرائت قرآن روزه‌داری و … باقی گذارد. او در حال هوشیاری و پرهیزگاری و حسن حال و دوام مشاهده و ذکر دعا و قرائت قرآن روزگار گذارند تا این که در اول محرم سال ۴۹۹ ه‍.ق چشم از جهان فروبست.
ابوالفتح ارغیانی از ابو عثمان صابونی و ابوالحسین عبدالغافر صحیح مسلم را سماع کرد. وی از ابو حفص بن مسرور و ابو سعد گنجرودی و ابو عثمان بحیری و امام ناصر مروزی و طبقاتشان ـ بیشتر به نقل از احمد بیهقی ـ احادیث پراکنده‌ای را سماع کرد. او قرآن را بر ابو عبدالله خبّازی قرائت و از او سماع حدیث کرد و از ابو نصر اسفراینی برادر ابو اسحاق اسفراینی، معجم بغوی را فرا گرفت و صحیح بخاری را نزد سعید عیّار تحصیل کرد. ابوالفتح ارغیانی، مدتی مجلس املای حدیث منعقد ساخت، نیز در بوسنج از ابوالحسن داودی و در هرات از ابو عمر ملیحی و جماعتی دیگر سماع حدیث کرد

### نویسندگان و پژوهشگران ولایت ارغیان
- احمد نیک گفتار

او در ۱۳۶۲ در روستای زالی بخش بام و صفی‌آباد از ولایت قدیم ارغیان بزرگ به دنیا آمد. وی پس از تحصیلات ابتدایی و دبیرستان در دهستان بام در سال ۱۳۸۱ وارد دانشگاه سیستان و بلوجستان شد و در سال ۱۳۸۵ فارغ‌التحصیل شد و برای ادامه تحصیلات با رتبه ۹ عازم دانشگاه تهران شد و در سال ۱۳۸۷ از دانشگاه تهران مدرک کارشناسی ارشد باستان‌شناسی دریافت نمود و در همین زمان موفق به نوشتن کتابی تحت عنوان جغرافیای تاریخی ارغیان شد.
او همت زیادی برای شناخت اقوام و پیشینه آثار تاریخی بخش بام و صفی‌آباد و شهرستان اسفراین دارد. او سرپرستی هفت فصل از کاوش‌های باستان شناختی شهر بلقیس شهرستان اسفراین و دو فصل بررسی و شناسایی آثارشهرستان را بر عهده داشت. و از مهم‌ترین تألیفات او می‌توان به کتاب «معرفی و شناسایی سکه‌های ضرب شده در شهر اسفراین»، «مختصری از پیشینه سکه‌های تاریخی ضرب شده درشهرهای خراسان»، عجایب نه‌گانه ایران، عجایب نه‌گانه ایران ویژه نوجوانان، «شهر بلقیس ارگ بمی دیگر»، «پژوهشی برسکه‌های شاه سلطان حسین بایقرا»، «سیری بر جلوه‌های هنر و معماری درشهر تاریخی بلقیس» اشاره کرد.
از مهم‌ترین مقالات نوشته شده توسط ایشان می‌توان به «کورکانهای سکایی»، «تأملی بر جغرافیایی تاریخی ارغیان» ،آرامگاه بابا قدرت: نشانه‌های از یک نیایشگاه مهری در اسفراین، «سکه‌شناسی در دوران شاه سلطان حسین بایقرا در محدوده تاریخی خراسان بزرگ»، «شواهدی از بازی نرد در سده‌های سوم و چهارم هجری در شهر بلقیس اسفراین» اشاره کرد.
- عبدالرزاق بغایری

معروف به عبدالرزاق‌خان مهندس بغایری (۱۲۴۸ هجری شمسی سبزوار منطقه بخش بام و صفی‌آباد - ۱۳۳۲ هجری شمسی تهران) از استادان ریاضی و مهندسی در مدرسه دارالفنون بود. وی از پیشگامان معاصر فن نقشه‌برداری و علم جغرافیا در ایران است و تلفظ نام او به هر دو شکل بَغایری و بُغایری درست است.
نخست به همراه خانواده خود به اصفهان رفت و پس از آن به تهران آمد. تحصیلات اولیه را نزد پدر آموخت و آن‌گاه وارد دارالفنون شد و پس از شش سال در رشتهٔ مهندسی فارغ‌التحصیل گردید. او در دارالفنون از شاگردان نجم‌الدوله بود. وی در آنجا در رشته‌های ریاضیات و نجوم و مهندسی و نقشه‌برداری تحصیل کرد.

پس از اتمام تحصیل، به تدریس ریاضیات و جغرافیا در آن مدرسه اشتغال ورزید. در ضمن، در مدرسه علوم سیاسی وزارت خارجه نیز، از همان اوان برپایی، تدریس جغرافیا و هیئت می‌کرد. بغایری در تعیین خطوط مرزی و نقشه‌برداری از مرزهای ایران مأموریت داشته است.
بغایری در بالاترین درجهٔ نظامی خود، به سرتیپی رسید. سرانجام، وی در ۸۴ سالگی در ۱۹ اردیبهشت ۱۳۳۲ درگذشت، و چون شوهر دختر میرزا محمدحسین فروغی _ یعنی شوهرخواهر محمدعلی فروغی _ بود، جنازه‌اش را در گورستان ابن بابویه، در مقبرهٔ خانوادگی فروغی، به خاک سپردند.
از کارهای او ترسیم نقشهٔ ایران، تعیین «انحراف قبله»، تهیه «نقشهٔ پنج قارهٔ عالم»، «نقشهٔ تهران» و ساختن قطب‌نمای قبله‌نما را می‌توان نام برد. از تألیفات اوست: «اصول علم جغرافیا»، «معرفةالقبله»، «ما مهندس داریم».

## گفتاوردها
دهخدا: ارغیان. [اِ] (اِخ) نام ناحیه ای به نیشابور. گویند دارای هفتادویک قریه بوده و کرسی و قصبه آن رادنیز باشد و گروهی از اهل علم و ادب بدآنجا منسوبند.
قال المقدسی:
أرغیان صغیر أیضا لایکاد یفرز عن جوین لااعرف به مدینه؛
«ارغیان کوچک است و از جوین جدا نیست. شهری در آنجا نمی‌شناسم»
قال یاقوت الحموی:
بالفتح، ثم السکون، وکسر الغین المعجمه، ویاء، وألف، ونون: کوره من نواحی نیسابور، قیل إن‌ها تشتمل علی إحدی وسبعین قریه، قصبتها الرّوانیر، ینسب إلی‌ها جماعه من أهل العلم والأدب، منهم: الحاکم أبو الفتح سهل بن أحمد بن علیّ الأرغیانی، توفی فی مستهل المحرم سنه ۴۹۹، وغیره.
[ا غ] با غین نقطه دار. خوره ای از نیشابور است که گویند هفتاد و یک دیه در آنست، مرکز آنجا «روانیر» است. گروهی دانشمند بدانجا منسوبند مانند حاکم ابوالفتح سهل پسر احمد پسر علی ارغیانی. در آغاز محرم ۴۹۹ درگذشت، و جز او
حافظ ابرو:
در سال ۸۳۳ حافظ ابرو که خود احتمالاً از منطقه ارغیان گذر کرده برای جهان ارغیان ۱۲ قریه ذکر کرده که عبارتند از:
ولایت جهان و ارغیان: قریه روئین و توابع، قریه اردین و توابع، قریه دستجرد و توابع، قریه کاریزدر، قریه بکر آباد، قریه نهامود، قریه جهان و توابع، قریه بان و توابع، قریه اسفنج و توابع، قریه خرق و توابع، قریه کرد، قریه سی و توابع، بیرون از این قری مزارع بسیار دارد.
اعتمادالسلطنه:
ارغیان [مع – مر]: الکه ای است در نواحی نیشابور. گویند مشتمل است بر هفتاد و یک قریه و دارالحکومه آن داو نیز است.

## کتابنامه
کتاب‌های منتشر شده در مورد ارغیان:
| ردیف | موضوع                                                                                                   | نام کتاب                                                                                 | نویسنده                       | مترجم                       | زبان  | شهر محل چاپ (جدید)  | سال نوشتن/چاپ       | انتشارات                                           |  |
| ---- | --- | ---------------------------------------------------------------------------------------- | ----------------------------- | --------------------------- | ----- | ------------------- | ------------------- | -------------------------------------------------- |  |
| ۱    | تاریخ                                                                                                   | تاریخ نیشابور                                                                            | الحاکم نیشابوری               | محمد بن حسین خلیفه نیشابوری | عربی  | تهران. قاهره. بیروت | سده چهارم هجری قمری | … /نشر آگاه با تصحیح محمدرضا شفیعی کدکنی           |  |
| ۲    | تاریخ                                                                                                   | السیاق لتاریخ نیسابور                                                                    | عبدالغافر فارسی               |                             | عربی  | قاهره. بیروت        | سده پنجم هجری       |                                                    |  |
| ۳    | تاریخ                                                                                                   | تاریخ نیشابور                                                                            | ابوالقاسم کعبی بلخی           |                             | عربی  | در دسترس نیست       | سده چهارم هجری      |                                                    |  |
| ۴    | بررسی تاریخی                                                                                            | الحرکة العلمیة فی نیسابور: من القرن الثالث الهجری إلی القرن الخامس الهجری                | وهیبی أدیل سلیمان محمود       |                             | عربی  | قاهره               | ۲۰۰۳ میلادی         | مؤسسة حمادة للدراسات الجامعیة والنشر والتوزیع      |  |
| ۵    | بررسی تاریخی                                                                                            | الحیاة الثقافیة والعلمیة فی نیسابور منذ بدایة القرن الثالث حتی اوائل القرن الخامس الهجری | عبدالناصر ابراهیم عبدالحکم    |                             | عربی  | قاهره               | ۲۰۰۲ میلادی         | جامعة القاهرة                                      |  |
| ۶    | بررسی تاریخی-ادبی                                                                                       | الشعر العربی فی نیسابور فی القرنین: الرابع والخامس الهجریین                              | احمد بسیونی علی شعبان         |                             | عربی  | قاهره               | ۲۰۰۷ میلادی         | کلیة اللغة العربیة - بنین (القاهرة)،               |  |
| ۷    | بررسی تاریخی                                                                                            | مدینة نیسابور                                                                            | ظفار قحطان عبد الستار الحدیثی |                             | عربی  | بغداد               | ۲۰۰۳ میلادی         | دار الکتب والوثائق العراقیة                        |  |
| ۸    | بررسی تاریخی                                                                                            | عروبة العلماء المنسوبین إلی البلاد الأعجمیة فی خراسان                                    | ناجی معروف                    |                             | عربی  | بغداد               | ۱۹۷۷ میلادی         | وزارة الاعلام، الجمهوریة العراقیة،                 |  |
| ۹    | بررسی تاریخی                                                                                            | مدارس قبل النظامیة                                                                       | ناجی معروف                    |                             | عربی  | بغداد               | ۱۹۷۳م میلادی        | وزارة الاعلام، الجمهوریة العراقیة                  |  |
| ۱۰   | | نظامیة نیسابور                                                                           | محمد حسن عبد الکریم العمادی   |                             | عربی  | دوحه                | ۲۰۰۳ میلادی         | مجلة مرکز الوثائق والدراسات الإنسانیة، جامعة القطر |  |
| ۱۱   | | جغرافیای تاریخی ارغیان                                                                   | احمد نیک گفتار                |                             | فارسی | مشهد                | ۱۳۸۷ شمسی           | کیهان اندیشه                                       |  |
| ۱۲   | سرگذشت حدود ششصد نفر از مشاهیر نیشابور اسفراین/ سبزوار/ قوچان/ کاشمر/ تربت حیدریه/ تربت جام/ فاف/ باخزر | مشاهیر نیشابور شهر قلمدان‌های مرصع                                                        | فریدون گرایلی                 |                             | فارسی | نیشابور             | ۱۳۷۷ شمسی           | سعیدی منش                                          |  |